# Croton-on-Hudson
Croton-on-Hudson est un village du comté de Westchester dans l'État de New York, aux États-Unis depuis 1898. Il fait partie de la ville de Cortlandt dans la banlieue new yorkaise. Un habitant de ce village s'appelle un Crotonite.
Selon le recensement de 2010, il y habite 8 070 personnes. Au début du XXIe siècle, 91,5 % des Crotonites étaient blancs, mais la population devient de plus en plus variée. Il y a un grand afflux des latinos.[réf. nécessaire]